# Allende (község, Chihuahua)
Allende egy község Mexikó Chihuahua államának déli részén. 2010-ben lakossága kb. 8400 fő volt, ebből mintegy 4200-an laktak a községközpontban, Valle de Ignacio Allendében, a többi 4200 lakos a község területén található 45 kisebb településen élt.

## Fekvése
Az állam déli részén, a Nyugati-Sierra Madre határánál elhelyezkedő község területének nagy része a tenger szintje felett 1400–1600 méterrel terül el. Középső részén emelkedik a kis területű Sierra Almoyola hegység, amelynek legmagasabb pontja a 2000 métert is meghaladja. A terület egyetlen állandó vízfolyása a Parral, a többi vízfolyás (Valle de Allende, El Coyote, La Chona, Julimes) a kevés és egyenlőtlen eloszlású csapadék miatt csak időszakos. A község 52%-át rétek, legelők borítják, 36%-ot bozótos vidékek, míg növénytermesztésre alig 10%-ot hasznosítanak.

## Élővilág
Jellemző növényei az aile (Alnus jorullensis), a chamal, valamint magyaltölgyek, fenyők és ciprusok, állatvilágából megemlítendőek a különféle galambok, nyulak, pumák, prérifarkasok és a vörös hiúz.

## Népesség
A község lakóinak száma a közelmúltban időnként csökkent, időnként növekedett. A változásokat szemlélteti az alábbi táblázat:
| Év   | Lakosság |
| ---- | -------- |
| 1990 | 9411     |
| 1995 | 9457     |
| 2000 | 8561     |
| 2005 | 8263     |
| 2010 | 8409     |

## Települései
A községben 2010-ben 46 lakott helyet tartottak nyilván, de nagy részük igen kicsi: 19 településen 10-nél is kevesebben éltek. A jelentősebb helységek:
| Település                                | Lakosság (2010) |
| ---------------------------------------- | --------------- |
| Valle de Ignacio Allende (községközpont) | 4185            |
| Pueblito de Allende                      | 1381            |
| Talamantes                               | 512             |
| San Antonio del Alto Corralejo           | 324             |